# Великоберезнянська селищна рада
Великобере́знянська се́лищна ра́да — адміністративно-територіальна одиниця та орган місцевого самоврядування в Великоберезнянському районі Закарпатської області. Адміністративний центр — селище міського типу Великий Березний.

## Загальні відомості
- Територія ради: 4,1 км²
- Населення ради: 7 295 осіб (станом на 1 лютого 2014 року)

## Населені пункти
Селищній раді підпорядковані населені пункти:
- смт Великий Березний

## Склад ради
Рада складається з 30 депутатів та голови.
- Голова ради: Кирлик Богдан Юрійович
- Секретар ради: Маркевич Галина Михайлівна

### Керівний склад попередніх скликань
| Прізвище, ім'я, по батькові | Основні відомості                                   | Дата обрання | Дата звільнення |
| --------------------------- | --------------------------------------------------- | ------------ | --------------- |
| Керецман Василь Михайлович  | Селищний голова, 1953 року народження, безпартійний | 26.03.2006   | 31.10.2010      |
| Кирлик Богдан Юрійович      | Селищний голова, 1971 року народження, освіта вища  | 31.10.2010   |                 |

Примітка: таблиця складена за даними сайту Верховної Ради України

### Депутати
За результатами місцевих виборів 2010 року депутатами ради стали:

#### За суб'єктами висування
| Суб'єкт висування                                       | Кількість обраних депутатів | %   |
| ------------------------------------------------------- | --------------------------- | --- |
| Самовисування                                           | 21                          | 70  |
| Партія регіонів                                         | 3                           | 10  |
| Політична партія Всеукраїнське об'єднання «Батьківщина» | 2                           | 6,7 |
| Політична партія «Сильна Україна»                       | 2                           | 6,7 |
| Соціалістична партія України                            | 1                           | 3,3 |
| Українська соціал-демократична партія                   | 1                           | 3,3 |

#### За округами
| № округу                                                | Прізвище, ім'я, по батькові    | Дата визнання обраним | Освіта             | Партійна приналежність                         | Відомості про обраного депутата                                                                                            |
| ------------------------------------------------------- | ------------------------------ | --------------------- | ------------------ | ---------------------------------------------- | --- |
| Партія регіонів                                         |                                |                       |                    |                                                | |
| 10                                                      | Талапа Василь Олексійович      | 04.11.2010            | середня            | позапартійний                                  | тимчасово не працює |
| 15                                                      | Сусла Марія Юріївна            | 04.11.2010            | вища               | член Партії регіонів                           | територіальний центр соціального обслуговування управління праці та соцзахисту населення Великоберезнянської РДА, директор |
| 25                                                      | Глінський Олександр Васильович | 04.11.2010            | вища               | член Партії регіонів                           | ТОВ «СІО-К», бухгалтер |
| Політична партія Всеукраїнське об'єднання «Батьківщина» |                                |                       |                    |                                                | |
| 12                                                      | Соляк Галина Василівна         | 04.11.2010            | вища               | член Всеукраїнського об'єднання «Батьківщина»  | КП «КРБТУ», головний бухгалтер                                                                                             |
| 17                                                      | Турега Зіновій Миколайович     | 04.11.2010            | вища               | позапартійний                                  | ТзОВ «ТВ-Проект», інженер                                                                                                  |
| Політична партія «Сильна Україна»                       |                                |                       |                    |                                                | |
| 26                                                      | Тодікаш Наталія Олексіївна     | 04.11.2010            | вища               | член Політичної партії «Сильна Україна»        | Великоберезнянська РДА, головний спеціаліст                                                                                |
| 27                                                      | Кульчицька Любов Вікторівна    | 04.11.2010            | вища               | член Політичної партії «Сильна Україна»        | ТОВ «СІО-К», заступник директора по виробництву                                                                            |
| Соціалістична партія України                            |                                |                       |                    |                                                | |
| 30                                                      | Івановчик Іван Юрійович        | 04.11.2010            | вища               | член Соціалістичної партії України             | відділ статистики Великоберезнянського району, начальник                                                                   |
| Українська соціал-демократична партія                   |                                |                       |                    |                                                | |
| 7                                                       | Рогач Іван Юрійович            | 04.11.2010            | вища               | позапартійний                                  | Великоберезнянське ПТУ-№ 33, викладач                                                                                      |
| Самовисування                                           |                                |                       |                    |                                                | |
| 1                                                       | Баник Владислав Михайлович     | 04.11.2010            | середня спеціальна | позапартійний                                  | приватний підприємець |
| 2                                                       | Цинканич Тарас Михайлович      | 04.11.2010            | вища               | член Партії регіонів                           | Великоберезнянська РДА, головний спеціаліст                                                                                |
| 3                                                       | Вайда Роман Станіславович      | 04.11.2010            | вища               | позапартійний                                  | Великоберезнянська РДА, головний спеціаліст                                                                                |
| 4                                                       | Конопля Олеся Олексіївна       | 04.11.2010            | середня спеціальна | позапартійна                                   | приватний підприємець |
| 5                                                       | Керецман Мирослав Іванович     | 04.11.2010            | середня спеціальна | позапартійний                                  | приватний підприємець |
| 6                                                       | Ігнатей Михайло Михайлович     | 04.11.2010            | вища               | позапартійний                                  | Великоберезнянська РДА управління праці та соціального захисту населення, соціальний працівник                             |
| 8                                                       | Кирлик Анатолій Федорович      | 04.11.2010            | середня спеціальна | позапартійний                                  | ДП «Великоберезнянський ЛГ», лісоруб                                                                                       |
| 9                                                       | Словенський Микола Режійович   | 04.11.2010            | середня            | член Партії регіонів                           | тимчасово не працює |
| 11                                                      | Бакайся Петро Петрович         | 04.11.2010            | середня            | позапартійний                                  | тимчасово не працює |
| 13                                                      | Попадинець Тарас Вікторович    | 04.11.2010            | вища               | позапартійний                                  | ТОВ «Росток», завідувач |
| 14                                                      | Каменца Іван Іванович          | 04.11.2010            | вища               | член Християнсько-демократичної партії України | приватний підприємець |
| 16                                                      | Зубач Любомир Миколайович      | 04.11.2010            | вища               | позапартійний                                  | Великоберезнянська РДА управління праці та соціального захисту населення, начальник відділу                                |
| 18                                                      | Мастяк Іван Іванович           | 04.11.2010            | вища               | позапартійний                                  | приватний підприємець |
| 19                                                      | Довганич Юрій Васильович       | 04.11.2010            | вища               | позапартійний                                  | приватний підприємець |
| 20                                                      | Кобиш Тетяна Михайлівна        | 04.11.2010            | вища               | позапартійна                                   | Великоберезнянська загальноосвітня школа І-ІІІ ст., вчитель                                                                |
| 21                                                      | Кошевий Валерій Іванович       | 04.11.2010            | вища               | позапартійний                                  | приватний підприємець |
| 22                                                      | Байканич Ольга Петрівна        | 04.11.2010            | вища               | позапартійна                                   | управління ПФУ у Великоберезнянському районі, головний спеціаліст                                                          |
| 23                                                      | Шевченко Віктор Миколайович    | 04.11.2010            | вища               | позапартійний                                  | Великоберезнянська загальноосвітня школа І-ІІІ ст., вчитель                                                                |
| 24                                                      | Чурей Тетяна Іванівна          | 04.11.2010            | вища               | позапартійна                                   | перукар |
| 28                                                      | Ритченко-Фетько Іван Іванович  | 04.11.2010            | вища               | член Політичної партії «Фронт Змін»            | ПП «Бігар», головний економіст                                                                                             |
| 29                                                      | Герзанич Володимир Іванович    | 04.11.2010            | вища               | позапартійний                                  | КП «Великоберезнянське ВУЖКГ», директор                                                                                    |